# Балка Солонцувата
Балка Солонцювата, Солонувата (рос. Б. Солонцоватая; б. Солонцеватая) — балка (річка) в Україні у Оріхівському й Новомиколаївському районах Запорізької області. Ліва притока річки Верхньої Терси (басейн Дніпра).

## Опис
Довжина балки приблизно 6,84 км, найкоротша відстань між витоком і гирлом — 5,31 км, коефіцієнт звивистості річки — 1,29. Формується багатьма балками та загатами. На деяких ділянках балка пересихає.

## Розташування
Бере початок на північно-західній околиці села Тимошівка. Тече переважно на північний схід через село Микільське й на північно-західній стороні від села Любицьке впадає в річку Верхню Терсу, ліву притоку річки Вовчої.
Населені пункти вздовж берегової смуги: Новосолошине.

## Цікаві факти
- Біля села Микільське балку перетинає автошлях Т 0408[3] (автомобільний шлях територіального значення у Дніпропетровській та Запорізькій областях. Пролягає територією Павлоградського, Васильківського, Новомиколаївського, Оріхівського та Токмацького районів через Павлоград — Васильківку — Новомиколаївку — Оріхів — Токмак. Загальна довжина — 146,2 км.).
- У XX столітті на балці існували водокачка та декілька газових свердловин[2].